# Borstbeeld koningin Wilhelmina (Maracaibo)

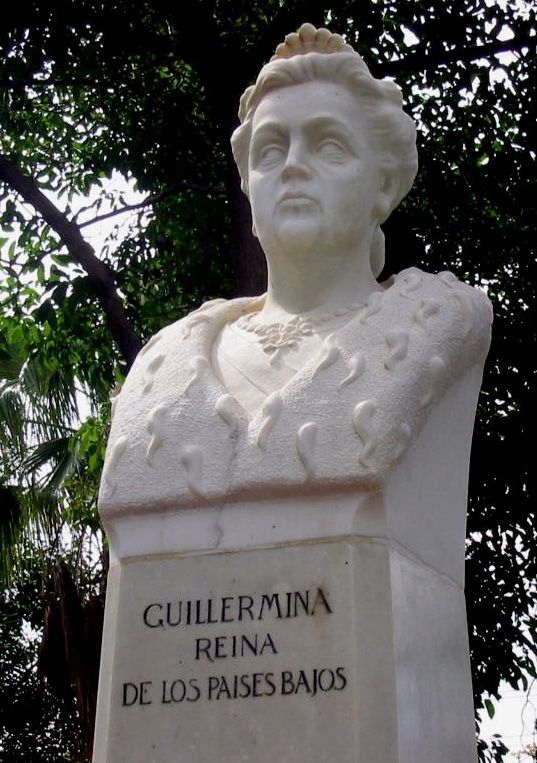
Monument koningin Wilhelmina in Maracaibo

Het borstbeeld van koningin Wilhelmina in Maracaibo (Venezuela), ontworpen door Oswald Wenckebach, staat in een openbaar park dat Plaza de la Reina Guillermina heet. Voor zover bekend is het (met uitzondering van het standbeeld van koningin Wilhelmina in Paramaribo, dat nog stamt uit de koloniale periode) het enige beeld van koningin Wilhelmina buiten het Koninkrijk.
Het park en het beeld danken hun oprichting aan de positie van Koninklijke / Shell Groep in Venezuela. Nadat Nederland in mei 1940 door de Duitsers was bezet, en Nederlands-Indië sinds 1942 door Japan, fungeerde het Shellkantoor in Venezuela feitelijk als hoofdkantoor van de onderneming. Tijdens de Tweede Wereldoorlog verbleven zeer veel Nederlandse Shellmedewerkers in Maracaibo. Uit dankbaarheid voor de ondervonden gastvrijheid, schonken zij na de oorlog een park aan de bevolking. Dit park werd genoemd naar de Nederlandse vorstin. Het park werd in 1953 door prins Bernhard geopend.